# Kazimierz Radowicz
Kazimierz Radowicz (ur. 4 marca 1931 w Ostrowie Wielkopolskim, zm. 22 kwietnia 2018 w Gdańsku) – polski prozaik, scenarzysta, autor słuchowisk. Popularyzator historii Ostrowa Wlkp. i Gdańska.

## Życiorys
Urodził się w rodzinie Zygmunta i Stanisławy z domu Misiek. Uczył się w Szkole Podstawowej im. Ewarysta Estkowskiego, w 1950 roku zdał egzamin dojrzałości w Gimnazjum i Liceum Męskim w Ostrowie Wielkopolskim. Następnie studiował na Wydziale Filologicznym Katolickiego Uniwersytetu Lubelskiego, który ukończył w roku 1955. Uczestnik spotkań Jazz Klub Ostrów.
Od 1956 roku mieszkał w Gdańsku i do 1991 pracował w gdańskiej rozgłośni Polskiego Radia (od redaktora w redakcji literackiej do szefa Działu Artystycznego). Przez wiele lat współpracował z Teatrem Polskiego Radia i Teatrem Telewizji. Publikował swoje teksty m.in. w „Tygodniku Powszechnym” i „Wrocławskim Tygodniku Katolickim”. Od 1992 roku był właścicielem Wydawnictwa „Mestwin”. 
Był członkiem Stowarzyszenia Autorów ZAiKS, Związku Literatów Polskich (prezes oddziału gdańskiego ZLP w latach 1992–2012).
Zmarł w Gdańsku, pochowany 27 kwietnia 2018 roku na cmentarzu Łostowickim (kwatera 26-7-8).

## Wybrane publikacje
Słuchowiska:
- Belfer (1956)
- Program nocny 1978
- Westerplatte 1964
- Oksywski szaniec
- Ostatnia reduta
- Noc w konwoju
- Pamiętnik majora Waleriana
- Szyper z „Andromedy”
- Urodziny Piotrusia
- Klucze Wisły
- Stenogram zbrodni
- Epilog Listopada
- Krzyż maltański
- Klubowy jubileusz
- Praktykant
- Imieniny
- Rzym – środa 13 maja
- Cesarz Portugalii
- Ćwiczenia nad Wezerą
- Gdańsk – godzina Y

Sztuki Teatru Telewizji:
- Młyn na wzgórzu (1966)
- Kłopoty Panurga (1970)
- Ostatnie tygodnie, ostatnie dni, ostatnie godziny (1971)
- Justyna (1974)
- Narodziny miasta (1979)
- Tajny więzień stanu (1990)

Powieści:
- Zazdrość (1966)
- Kawalerowie Virtuti (1969, 1973, 1979, 1989, 2007)
- Portrety z żaglowego płótna (1969)
- Skarby zatoki (1971, 1983)
- Bandera „Zawiszy Czarnego” (1975)
- „Tryton” nie czeka na pogodę (1983)[6]
- Zadanie domowe (1984)[7]
- Noc sylwestrowa (1993)[8]
- A jutro cały świat...(2001)[9]

Wspomnienia:
- Zapis 2004
- Polarny Sokół – Zapis 2 (2006)

Scenariusze filmowe i telewizyjne:
- Kapitan z „Oriona” (1978)
- Republika Ostrowska (1985) (serial TV)
- Republika nadziei (1986)
- Nad Niemnem (1986) wg E. Orzeszkowej
- Między ustami a brzegiem pucharu (1987) wg M. Rodziewiczówny
- Gdańsk 39 (1989) (serial TV)
- Desperacja (1988)

## Odznaczenia, nagrody i wyróżnienia
- Medal „Zasłużony dla Miasta Ostrowa Wielkopolskiego”
- Medal Republiki Ostrowskiej
- Medal 100-lecia ZHP na Ziemi Ostrowskiej
- Odznaka honorowa „Zasłużonym Ziemi Gdańskiej”
- Odznaka honorowa „Za Zasługi dla Gdańska”
- Odznaka honorowa PRiTV
- Nagroda Prezesa PRiTV (trzykrotnie)
- Nagroda Miasta Gdańska w Dziedzinie Kultury „Splendor Gedanensis” (1976, 1986)[10]
- tytuł „Premiery Roku” za słuchowisko Program nocny w plebiscycie radiosłuchaczy (1978)
- Nagroda Artystyczna Gdańskiego Towarzystwa Przyjaciół Sztuki (1987, 2001)
- tytuł Honorowego Obywatela Miasta Ostrowa Wielkopolskiego, m.in.za wkład w popularyzację historii miasta i Republiki Ostrowskiej (17 czerwca 1998)